# Dans Mondial
Dans Mondial was een televisieprogramma in 2005 op de VRT, gepresenteerd door Geena Lisa Peeters. Het is een rechtstreeks uitgezonden danswedstrijd waarbij onbekende mensen de uitdaging aangaan om op korte termijn verschillende dansstijlen aan te leren. Ze krijgen les van danscoaches met als einddoel het neerzetten van een opvallende dansprestatie. Voor een van de opdrachten krijgen ze de steun van een bekende danspartner.
Zowel de professionele jury als de kijker bepaalt via televoting wie de winnaar wordt en naar de finale gaat. De overwinnaar, Valentijn De Lille, won de dansreis rond de wereld.